# Margareta de Flandra și Brabant
Margareta de Flandra (d. 3 iulie 1285) a fost fiică a contelui Guy de Flandra cu prima soție a acestuia, Matilda de Béthune.
Ea a fost căsătorită cu ducele Ioan I de Brabant în 1273, având cu acesta următorii copii:
1. Godefroi (n. 1273/1274 – d. după 13 septembrie 1283).
2. Ioan (n. 1275–d. 1312), succesor în ducat.
3. Margareta (n. 4 octombrie 1276–d. 14 decembrie 1311, Genova), căsătorită în 9 iunie 1292 cu împăratul Henric al VII-lea.
4. Maria (d. după 2 decembrie 1338), căsătorită cu contele Amadeus al V-lea de Savoia.